# Kupaonica (roman)
Kupaonica je roman Jean-Philippe Toussainta, objavljen 1985. u izdanju Éditions de Minuit i prvi je objavljeni roman ovog autora. Roman je dobio književnu nagradu Prix de la Vocation te je preveden na više od 10 jezika.

## Stil
Struktura romana je jako zanimljiva jer on može biti čitan onako kako je napisan ili prvo drugi dio, zatim prvi i na kraju treći. Jean-Philippe Toussaint je napisao ovaj roman koristeći minimalistički stil i ne komplicirane i predugačke rečenice. Autor je izabrao ovakakv stil kako bi djelo bilo razumljivo svima i da bi se čitatelj mogao koncentrirati na sadržaj, a ne na shvaćanje rečenica. U romanu, pripovjedač je dio radnje i glavni je lik. Dakle, pripovjedač nije sveprisutan. Poruka ovog djela bi bila da je ponekad ljudima potrebno udaljiti se od ostalih kako bi razmišljali o životu.

## Povijesni i književni kontekst objavljivanja
Jean-Philippe Toussaint je napisao ovaj roman kada je imao 28 godina, isto koliko ima i glavni lik u romanu. Kroz djelo, pisac je izrazio i svoje stavove o filozofiji. U djelu se nekoliko puta spominju Immanuel Kant i Blaise Pascal. Čak je i citirao Pascalovo djelo Misli. 
A za vrijeme pisanja ovog romana, Jean-Philippe Toussaint je i sam čitao to djelo. Osim filozofije, glavni lik i autor dijele i ljubav prema nogometu (spominje se francusko nacionalno prvenstvo i Liga prvaka).

## Važnost za povijest književnosti
Jean-Philippe Toussaint je svojim djelima obogatio frankofonu i belgijsku književnost. U svojim djelima njeguje minimalistički stil, poznat u 20. i 21. stoljeću. Također je i predstavnik novog Novog romana koji se javilja 70.-ih godina prošlog stoljeća.

## Sažetak
Na početku romana se nalazi Pitagorin poučak koji nam pokazuje da je roman podijeljen na tri dijela. Prvi dio se zove Pariz. U prvom dijelu, pripovjedač većinu vremena provodi u kupaonici u svom stanu. Taj stan dijeli s Edmondssonom koja radi u umjetničkoj galeriji. S vremena na vrijeme ga posjećuju i roditelji. Provodeći vrijeme u kupaonici, slušao je dva puta tjedno na radiju prijenose utakmica prve francuske nogometne lige. Pošto nije znao što se događa u gradu, prijatelji su mu prenosili novosti. Jedan prijatelj njegovih roditelja ga je došao obavijestiti da je vrijeme loše. Jedan dan je pripovjedač primio pismo austrijeske ambasade. Nije znao zašto mu je austrijska ambasada poslala pismo jer nikada nije bio s njima u kontaktu. Pomislio je da se ambasada zabunila poslavši mu pozivnicu. Pošto je Edmondsson radila u galeriji, dva poljska umjetnika su je posjetila kako bi prodali slike. Tom prilikom Edmondsson je pitala jednog od njih, koji se zvao Kabrowinski, da oboji njihovu kuhinju. Drugi poljski umjetnik se zvao Jean-Marie Kovalskazinski. Sjedeći u dnu kuhinje, pripovjedač je zamišljao što bi se moglo dogoditi u austrijskoj ambasadi. S vremena na vrijeme, gledao je kroz prozor promatrajući ljude i aute koji su prolazili ulicom. Kasnije, tražeći svoj pulover, prisjetio se starih stanara i njihovog međusobnog susreta. Edmondsson i on su ih upoznali dan prije nego što su uselili u novi stan. Pričali su o novoj kući bivših stanara i o tom stanu. Nakon razmišljanja o tom susretu, pripovjedač je zapalio cigaretu dok je Jean-Marie Kovalskazinski sjedio pokraj njega.
Drugi dio romana se zove Hipotenuza. U ovom dijelu, pripovjedač je napustio kupaonicu da bi putovao. Sjeo je na autobus za kolodvor te tamo otišao na vlak. U tom trenutku se još uvijek ne zna kamo je otišao. Kada je stigao, rezervirao je sobu u hotelu. Pri rezerviranju je imao poteškoća jer recepcionerka nije znala frnacuski. Unatoč tome, uspio je rezervirati sobu. Kada je stigao u nju, prvo ju je pregledao. Sljedeći dan je otišao promijeniti novce i obići grad. Taj dan je opisao i hotel i kako su zbunjujući hodnici tog hotela. Nije jeo doručak jer je išao u kupaonicu. Taj dan je proveo u sobi koju je napustio jedino kako bi otišao večerati. Opisao je i blagovaonicu kao malu sobu s teškim zavjesama i praznim stolovima. Nakon večere, pogledao je nogometnu utakmicu između Intera iz Milana i Glasgow Rangersa iz Glasgowa. Bila je to prva utakmica osmine finala Kupa pobjednika kupova. Sljedeće dane je pripovjedač provodio u sobi, napuštajući ju samo kako bi išao u blagovaonicu. Nakon tih nekoliko dana, napokon je napustio hotel, ali se nije jako udaljavao. Jedan je dan kupio pikado i igrao ga u svojoj sobi. Provodio je dane igrajući pikado, otkrivajući grad ili u kafiću. Odlučio je nakon par dana napisati pismo Edmondssonu. Taj je dan poželio igrati tenis, ali recepcionerka nije znala jesu li teniski tereni otvoreni zimi. To popodne je Edmondsson nazvala hotel kako bi razgovarala s njim. Sljedeće dane, pripovjedač nije napuštao hotel zbog bojazni da ne propusti njen poziv i tada smo saznali da se pripovjedač nalazi u Veneciji. Edmondsson ga je odlučila posjetiti u Veneciji. Došla je vlakom i pripovjedač je otišao po nju na kolodvoru. Nakon njenog dolaska, otišli su u restoran večerati, a nakon toga su se otišli prošeteti. Sljedeći dan je on htio igrati tenis, ali je Edmondsson htjela prvo posjetiti grad, a zatim igrati tenis, pa su otišli u crkvu Svetog Marka. Edmondsson je htjela nastaviti obilazak, ali pripovjedač nije pa se sam vratio u hotel. Nakon obilaska, više nije htio igrati tenis. Večerali su i opet se otišli prošetati. Edmondsson je sljedećih dana posjećivala muzeje dok je on čitao Pascalove Misli ili igrao pikado. Jednu večer je zamolio Edmondssona da večeraju ranije kako bi mogao gledati uzvratnu utakmicu između Intera Milano i Glasgow Rangersa. Sljedeći dan je Edmondsson rekla da se želi vratiti u Pariz, ali on nije htio. Nisu više pričali o tome, nego je on samo igrao pikado. Edmondsson se to nije svidjelo i htjela je da prestane s tom igrom. On ju je pogodio strelicom posred čela te je ona morala otići doktoru. Ovim događajem završava drugi dio.
Treći dio se zove Pariz, isto kao i prvi, i započinje Edmondssovim povratkom u Pariz. Pripovjedač ju je otpratio na kolodvor. Nakon njenog odlaska, on je ostao u hotelu nekoliko dana jer je imao groznicu. Pošto je bio bolestan, otišao je u bolnicu. Liječnik ga je pregledao i rekao da mora ići na operaciju. Otišao je potražiti sobu u kojoj bi mogao ostati dok ne bude operiran. Bio je smješten u sobi s dva kreveta, ali u drugom krevetu nije bilo nikoga. Svaki dan je išao u kafić blizu bolnice. Pošto nije jeo bolničke obroke, zamolio je jednog mladića iz kafića da mu svaki dan donosi jelo dana. Jedan dan je pripovjedač otišao do ureda svog liječnika. Pričali su o puno različitih stvari te ga je liječnik pozvao k sebi na večeru. Dogovorili su se da će ići igrati tenis i sutradan su otišli. Liječnikova žena je došla sa svojim bratom, koji na kraju ipak nije htio igrati. To je bio problem jer sada pripovjedač nije imao partnera za igru. Nakon tenisa se vratio u hotel da vidi je li mu Edmondsson poslala pismo. Kada je vidio da nije, vratio se u bolnicu. Vrativši se u bolnicu, otkrio je da je netko smješten u krevet do njegovog. Saznavši to, htio je zamijeniti sobu kako bi mogao biti sam, a pošto to nije bilo moguće, odlučio se vratiti u Pariz avionom. Kada je stigao u stan, opet je počeo provoditi dane u kupaonici. Razmišljao je o tome da se odazove pozivu austrijske ambasade jer u životu moramo riskirati. Roman završava s planom da sutradan opet napusti kupaonicu, istom rečenicom koja se spominje i u 1. dijelu.  

## Vanjske poveznice
- Toussaint, Jean-Philippe :"La Salle de bain", 2005.; Éditions de Minuit
- http://www.jptoussaint.com/documents/c/cd/051186_i_salle_bain.pdf, La Salle de bain, revue de presse, établie par Laurent Demoulin, 11. svibnja 2005. (pristupljeno 9. rujna 2015.)
- http://www.jptoussaint.com/espagne.html